# Joh.H. Sikemeier
Johannes Hendrikus Sikemeijer , bekend als Joh.H. Sikemeier, (Amsterdam, 16 juni 1838- Haarlem, 16 januari 1920) was een Nederlands pianist, maar vooral pianopedagoog.
Hij was zoon van Johan Heinrich/Johann Henrich Sikemeijer uit Osnabrück en Geertruida Jansen. Vader was koffiehuishouder en moeder pianolerares aan de Kalverstraat 85. Hijzelf trouwde met Catharina Christina de Jong, die in 1906 overleed. Pleegzoon Piet de Waardt was zijn leerling en uiteindelijk pianist.
Zijn beroepsmatige opleiding verkreeg hij vanaf 1853 tot 1857 met financiële steun van familie en muziekvrienden aan het Brussels conservatorium met lessen van Léopold Godineau. Het leverde hem in 1855 een eerste prijs op. Al tijdens zijn opleiding maakte hij concert- en kunstreizen. Terug in Nederland vestigde hij zich in 1857 te Rotterdam. Van daaruit ondernam hij nog steeds reizen, maar was er vanaf seizoen 1866/1867 docent piano aan het muziekschool van de Maatschappij tot Bevordering der Toonkunst van Woldemar Bargiel. In 1882 vierde hij zijn 25-jarige jubileum als kunstenaar. Vanaf het seizoen 1895/1896 was hij er tevens directeur.
Hij met lijfspreuk Velen zijn geroepen, weinigen uitverkoren,  was verknocht aan Rotterdam, want aanbieding ven conservatoria in Genève (1873) en Amsterdam (1877) sloeg hij af. Voor zijn werk werd hij in 1906 benoemd tot ridder in de Orde van Oranje-Nassau.
Zijn laatste jaren bracht hij door bij zijn pleegzoon in Haarlem aan de kleine Hout 17, alwaar hij overleed. Hij werd begraven op Algemene Begraafplaats Crooswijk in Rotterdam. In juni 1921 werd een gedenkteken onthuld bij het graf naar ontwerp van beeldhouwer Simon Miedema. Het bestond uit een obelisk met medaillon met de beeltenis van de overledenen.
Zijn neefje Johan Hendrik Sikemeier (via broer Eduard Willem) was kunstschilder.